# مختزلة الريبونوكليوتيد
مختزلة الريبونوكليوتيد (ملاحظة 1) (يعرف أيضاً باسم مختزلة ريبونكليوزيد ثنائي الفوسفات) هو إنزيم من إنزيمات الأكسدة والاختزال الذي يقوم بنحفيز تشكل ريبونوكليوتيد منقوص الأكسجين من الريبونوكليوتيدات. يقوم هذا الإنزيم بتحفيز إزالة (أو نزع) مجموعة هيدروكسيل من حلقة الريبوز؛ وتلك خطوة مهمة في اصطناع الحمض النووي الريبوزي منقوص الأكسجين DNA، وهذا الإنزيم يعد من الإنزيمات القديمة ويوجد في العديد من الكائنات الحية.